# Annona campestris
Annona campestris este o specie de plante angiosperme din genul Annona, familia Annonaceae, descrisă de Robert Elias Fries. Conform Catalogue of Life specia Annona campestris nu are subspecii cunoscute.